# Paul-Albert Kausch
Paul-Albert Kausch (3 de março de 1911 - 27 de outubro de 2001) foi um oficial alemão que serviu no Deutsches Heer durante a Segunda Guerra Mundial. Foi condecorado com a Cruz de Cavaleiro da Cruz de Ferro com Folhas de Carvalho.

## Condecorações
| Cruz de Ferro (1939) 2ª Classe                                     | 4 de agosto de 1940    |
| Cruz de Ferro (1939) 1ª Classe                                     | 1 de outubro de 1940   |
| Medalha da Frente Oriental                                         | 15 de setembro de 1942 |
| Cruz de Cavaleiro da Cruz de Ferro                                 | 23 de agosto de 1944   |
| Cruz de Cavaleiro da Cruz de Ferro com Folhas de Carvalho nº (845) | 23 de abril de 1945    |